# Капризов Кирило Олегович
Кирило Олегович Капризов (рос. Кирилл Олегович Капризов, нар. 26 квітня 1997, Новокузнецьк) — російський хокеїст, крайній нападник клубу НХЛ «Міннесота Вайлд». Гравець збірної команди Росії.

## Ігрова кар'єра
Вихованець новокузнецького хокею. Хокейну кар'єру розпочав 2013 року виступами за місцевий клуб «Кузнецькі ведмеді» в молодіжній хокейній лізі.
У сезоні 2014/15 дебютує в складі клубу «Металург» (Новокузнецьк).
2015 року був обраний на драфті НХЛ під 135-м загальним номером командою «Міннесота Вайлд». 
21 серпня 2015 року Капризов укладає трирічний контракт з «Металургом» (Новокузнецьк).
2 травня 2016 Кирило підписав дворічний контракт з командою «Салават Юлаєв».
10 серпня 2017 нападник укладає трирічний контракт з ЦСКА (Москва).
У сезоні 2018/19 Капризов стає володарем Кубка Гагаріна в складі ЦСКА.  

## На рівні збірних
Був гравцем юніорської збірної Росії, у складі якої брав участь у 8 іграх. 
У складі молодіжної збірної Росії став срібним та бронзовим призером чемпіонатів світу відповідно 2016 та 2017 років.
У складі збірної СОР став Олімпійським чемпіоном 2018.
До національної збірної Росії залучається з 2016 року. Бронзовий призер чемпіонату світу 2019 року.

## Нагороди та досягнення
- Олімпійський чемпіон — 2018.
- Учасник матчу усіх зірок КХЛ — 2016, 2017, 2018, 2019, 2020.
- Володар Кубка Гагаріна в складі ЦСКА (Москва) — 2019.
- Пам'ятний трофей Колдера в складі «Міннесота Вайлд» — 2021.
- Молодіжна команда всіх зірок — 2021.
- Учасник матчу всіх зірок НХЛ — 2022, 2023.

## Статистика

### Клубні виступи
| Сезон        | Клуб                      | Ліга         | Регулярний сезон | Регулярний сезон | Регулярний сезон | Регулярний сезон | Регулярний сезон | Плей-оф | Плей-оф | Плей-оф | Плей-оф | Плей-оф |
| Сезон        | Клуб                      | Ліга         | І                | Г                | П                | О                | ШХ               | І       | Г       | П       | О       | ШХ      |
| ------------ | ------------------------- | ------------ | ---------------- | ---------------- | ---------------- | ---------------- | ---------------- | ------- | ------- | ------- | ------- | ------- |
| 2013–14      | «Кузнецькі ведмеді»       | МХЛ          | 52               | 18               | 16               | 34               | 30               | 8       | 1       | 2       | 3       | 2       |
| 2014–15      | «Металург» (Новокузнецьк) | КХЛ          | 31               | 4                | 4                | 8                | 6                | —       | —       | —       | —       | —       |
| 2014–15      | «Кузнецькі ведмеді»       | МХЛ          | 3                | 0                | 2                | 2                | 2                | 3       | 0       | 0       | 0       | 2       |
| 2015–16      | «Металург» (Новокузнецьк) | КХЛ          | 53               | 11               | 16               | 27               | 10               | —       | —       | —       | —       | —       |
| 2015–16      | «Кузнецькі ведмеді»       | МХЛ          | 4                | 7                | 3                | 10               | 0                | —       | —       | —       | —       | —       |
| 2016–17      | «Салават Юлаєв»           | КХЛ          | 49               | 20               | 22               | 42               | 66               | 5       | 3       | 0       | 3       | 0       |
| 2017–18      | ЦСКА (Москва)             | КХЛ          | 46               | 15               | 25               | 40               | 14               | 19      | 2       | 8       | 10      | 4       |
| 2018–19      | ЦСКА (Москва)             | КХЛ          | 57               | 30               | 21               | 51               | 16               | 19      | 4       | 10      | 14      | 6       |
| 2019–20      | ЦСКА (Москва)             | КХЛ          | 57               | 33               | 29               | 62               | 10               | 4       | 2       | 2       | 4       | 2       |
| 2020–21      | Міннесота Вайлд           | НХЛ          | 55               | 27               | 24               | 51               | 16               | 7       | 2       | 1       | 3       | 4       |
| 2021–22      | Міннесота Вайлд           | НХЛ          | 81               | 47               | 61               | 108              | 34               | 6       | 7       | 1       | 8       | 2       |
| Усього в КХЛ | Усього в КХЛ              | Усього в КХЛ | 293              | 113              | 117              | 230              | 122              | 47      | 11      | 20      | 31      | 12      |
| Усього в НХЛ | Усього в НХЛ              | Усього в НХЛ | 136              | 74               | 85               | 159              | 50               | 13      | 9       | 2       | 11      | 6       |

### Збірна
| Рік                | Команда            | Турнір             | Місце              | І  | Г  | П  | О  | ШХ |
| ------------------ | ------------------ | ------------------ | ------------------ | -- | -- | -- | -- | -- |
| 2015               | Росія              | ЮЧС18              | 5-е                | 4  | 1  | 3  | 4  | 2  |
| 2015               | Росія              | МІГ18              | 5-е                | 4  | 5  | 2  | 7  | 0  |
| 2016               | Росія              | МЧС                | 2                  | 7  | 1  | 2  | 3  | 2  |
| 2017               | Росія              | МЧС                | 3                  | 7  | 9  | 3  | 12 | 2  |
| 2018               | СОР                | ЗОІ                | 1                  | 6  | 5  | 4  | 9  | 2  |
| 2018               | Росія              | ЧС                 | 6-е                | 8  | 6  | 2  | 8  | 2  |
| 2019               | Росія              | ЧС                 | 3                  | 9  | 2  | 0  | 2  | 2  |
| Молодіжна збірна   | Молодіжна збірна   | Молодіжна збірна   | Молодіжна збірна   | 22 | 16 | 10 | 26 | 6  |
| Національна збірна | Національна збірна | Національна збірна | Національна збірна | 23 | 13 | 6  | 19 | 6  |